# Maduro

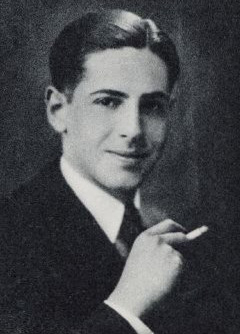
George Maduro

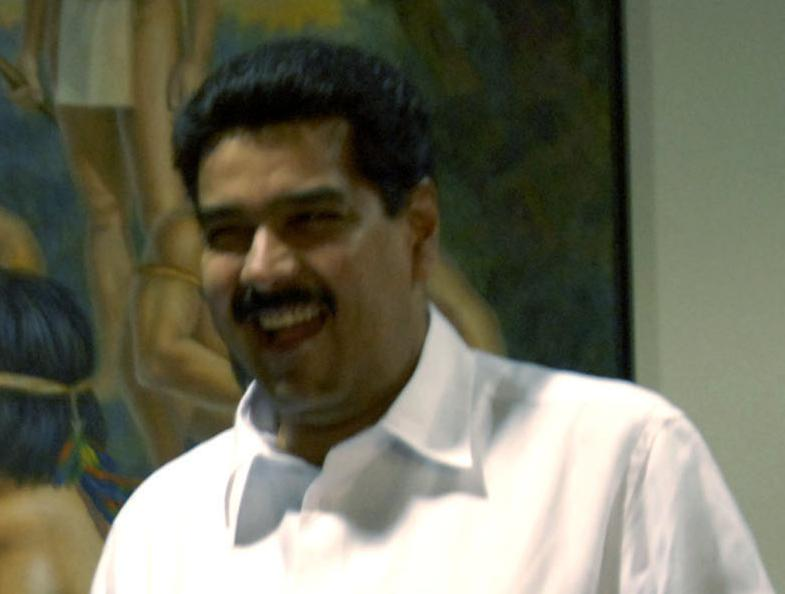
Nicolás Maduro

Maduro is een van oorsprong Sefardisch-Joodse achternaam die voorkomt in het Caribisch deel van het Koninkrijk der Nederlanden, de Caraïben, Amerika en Nederland. Het Portugese woord maduro betekent rijp of volwassen.

## Stamouder
De stamouder van de familie was de Joodse emigrante Clara Roiz o Maduro. Haar vader Antonio Roiz o Maduro was op 26 augustus 1616 in Portugal bij een autodafe veroordeeld als geloofsafvallige en in Coimbra op de brandstapel gedood. Daarna ontvluchtte Clara met haar moeder en drie zussen Portugal naar Saint-Jean-de-Luz in Frankrijk.

## Emigraties
Vanuit Frankrijk reisde Clara uiteindelijk naar Nederland. Nadat zij de Joodse naam Rachel had aangenomen, trouwde ze met Mosseh Levy uit Amsterdam, die met het huwelijk de naam Maduro aan de zijne toevoegde. Zij kregen twee zonen, van wie er een, Salomon Maduro, negen kinderen kreeg. Een van die kinderen emigreerde naar Jamaica en een naar Curaçao. Deze laatste, Mosseh Maduro, was arts en chirurgijn. Hij trouwde op op 17 juli 1670 in Amsterdam met Ester Dias Sardo, en emigreerde met haar naar Curaçao, waar hij op 10 november 1708 overleed. Hij werd vader van twee zonen en stamvader van een geslacht dat zich verder zou verspreiden over Zuid-Amerika, Noord-Amerika, de Antillen en Nederland. De vroegste verdere emigratiestroom was vanaf Curaçao naar Venezuela, waar in 1827 een aantal leden van de familie Maduro en andere Joodse families naartoe verhuisde via de havenstad Coro Falcon.
De naam Maduro komt voor onder alle lagen van de bevolking van de Caraïben. Een van de oorzaken is volgens Lianne Leonora, directeur van het Mongui Maduro Museum, dat tot slaaf gemaakten na de afschaffing van de slavernij soms de achternaam van hun vroegere eigenaar aannamen.

## Bekende vertegenwoordigers
| - Caribisch deel van het Koninkrijk der Nederlanden - Salomon Elias Levy Maduro, cargadoor (bijgenaamd Monchi) - Emanuel Salomon Maduro (bijgenaamd Manchi), manager plantage Rooi Catootje - Salomon Abraham Levy Maduro (bijgenaamd Mongui), bankier - Calvin Maduro, Arubaans honkballer - Chaunice Maduro, softballer - Eldred Maduro, minister van Curaçao - Emy Maduro, historica - George Maduro, verzetsstrijder; naamgever Madurodam. - Hubert Maduro, staatsraad Aruba - Remy Maduro, Arubaans honkballer - Victor Maduro, Arubaans judoka - May Henriquez, Curaçaos beeldhouwer en schrijver - Nicole Henriquez, Curaçaos bestuurder | - Cuba - Bobby Maduro, honkballer; naamgever honkbalstadion in Florida - Honduras - Ricardo Maduro, politicus - Nederland - Hedwiges Maduro, voetballer - Jeroen Maduro, honkballer - Jesse Maduro, honkballer - Venezuela - Nicolás Maduro, president |